# Presstelegrambolaget
Presstelegrambolaget (Ptb) var en svensk nyhetsbyrå som bildades hösten 1919 av ett betydande antal landsortstidningar, vilka på grund av missnöje med ledningen av Svenska Telegrambyrån bröt förbindelsen med denna.
Presstelegrambolaget började sin verksamhet den 1 januari 1920, men förenades genom frivillig överenskommelse den 1 januari 1922 med Tidningarnas Telegrambyrå (TT), varvid Presstelegrambolagets aktieägare ingick såsom delägare i Tidningarnas Telegrambyrå. Redaktionsarbetet i Presstelegrambolaget leddes av redaktör Sven Linde, sedermera chef för Tidningarnas Telegrambyrås inrikesbyrå.